# 吉野雪子
吉野 雪子（よしの ゆきこ、本名：鷲谷千鳥、旧姓：加藤、1902年（明治35年）9月1日 - 没年不明）は元宝塚少女歌劇団娘役主演スター。宝塚歌劇団2期生。同期生に篠原淺茅、初代瀧川末子や人見八重子がいる。大阪府出身。愛称はカーちゃん。2期生中の最年少者である。夫は楳茂都陸平で、長女は俳人の鷲谷七菜子。

芸名は小倉百人一首の第31番：坂上是則の
から命名された。

## 略歴
1913年11月、宝塚唱歌隊（現・宝塚音楽学校）に11歳で入隊。 
1919年8月31日、1897年（明治30年）生まれで当時22歳の楳茂都陸平と結婚するために、宝塚少女歌劇団を16歳で退団。

## 宝塚少女歌劇団時代の主な舞台出演
- 『平和の女神』（1915年3月21日 - 5月23日、宝塚歌劇場(パラダイス劇場)）
- 『霞の衣』（1916年3月19日 - 5月21日、宝塚歌劇場(パラダイス劇場)）
- 『ヴエニスの夕』（1916年7月20日 - 8月31日、宝塚歌劇場(パラダイス劇場)）
- 『花爭』（1917年3月20日 - 5月20日、宝塚歌劇場(パラダイス劇場)）
- 『ゴザムの市民』『屋島物語』（1917年10月20日 - 11月30日、宝塚歌劇場(パラダイス劇場)）
- 『石童丸』（1918年1月1日 - 1月20日、宝塚歌劇場(パラダイス劇場)）
- 『鼎法師』（1918年10月20日 - 11月30日、宝塚歌劇場(パラダイス劇場)）
- 『こだま』（1919年3月20日 - 5月20日、宝塚新歌劇場(公會堂劇場)）
- 『蟹滿寺緣起』『膝栗毛』『源氏物語』（1919年7月20日 - 8月31日、宝塚新歌劇場(公會堂劇場)）